# Разделение изотопов
Разделе́ние изото́пов — технологический процесс изменения изотопного состава вещества, состоящего из смеси различных изотопов одного химического элемента. Из одной смеси изотопов или химических соединений на выходе процесса получают две смеси: одна с повышенным содержанием требуемого изотопа (обогащённая смесь), другая с пониженным (обеднённая смесь).
Основное применение процесса разделения изотопов — обогащение урана изотопом 235U для производства ядерного топлива, оружейных ядерных материалов и прочих применений, связанных с использованием радиоактивных веществ.
Промышленную работу по разделению изотопов измеряют в единицах работы разделения (ЕРР). Для определённого изменения изотопного состава определённой исходной смеси требуется одинаковое количество ЕРР, независимо от технологии разделения изотопов.

## Общие принципы
Разделение изотопов (например извлечение 6Li, 235U, D) всегда сопряжено со значительными трудностями и энергетическими затратами, ибо изотопы, представляющие собой малоразличающиеся по массе вариации одного элемента, химически ведут себя практически одинаково. Но скорость протекания некоторых реакций немного различается в зависимости от массы изотопа элемента, кроме того, можно использовать различие в их физических свойствах — например в массе.
Так как различия в свойствах изотопов настолько малы, за одну стадию разделения вещество обогащается на сотые доли процента целевым изотопом, и поэтому приходится повторять процесс разделения многократно.
Технологически это осуществляется последовательным пропуском разделяемого объёма изотопов через однотипные ячейки, производящие разделение — так называемые каскады. Для получения необходимой степени разделения каскадов может быть несколько тысяч, соединённых последовательно, а для получения необходимого объёма - десятки и сотни тысяч таких последовательных групп каскадов, включённых параллельно.
На производительность подобной каскадной системы влияют две причины: требуемая степень обогащения на каждой из ступеней и потери целевого изотопа в отвальном потоке.
Поясним второй фактор. На каждой из стадий обогащения поток разделяется на две части — обогащённую и обеднённую нужным изотопом. Поскольку степень обогащения чрезвычайно низка, суммарная масса изотопа в отработанном сырье может превысить его массу в обогащённом продукте. Для исключения такой потери сырья обеднённый поток каждой последующей ступени попадает снова на вход предыдущей.
Исходный материал не поступает на первую стадию каскада. Он вводится в систему сразу на некоторую, n-ю ступень. Благодаря этому с первой ступени выводится в утиль сильно обеднённый по основному изотопу материал.

## Основные используемые методы разделения изотопов
- Электромагнитное разделение
- Газовая диффузия
- Газовая или жидкостная термодиффузия
- Газовое центрифугирование
- Аэродинамическая сепарация
- Лазерное разделение изотопов
- Химическое обогащение
- Дистилляция
- Электролиз
- Фотохимическое разделение

В любом случае, количество произведённого обогащённого материала зависит от желаемой степени обогащения и обеднения выходных потоков. Если исходное вещество имеется в большом количестве и дёшево, то производительность каскада можно увеличить за счёт отбрасывания вместе с отходами и большого количества неизвлечённого полезного элемента (пример — производство дейтерия из обычной воды). При необходимости достигается большая степень извлечения изотопа из материала-сырца (например, при обогащении урана).

### Электромагнитное разделение

Схема разделения изотопов с помощью мощного магнитного поля. Более легкие изотопы урана-235 (на рисунке показаны тёмно-синим цветом) в результате будут во внутреннем потоке.

Метод электромагнитного разделения основан на одинаковой силе взаимодействия внешнего магнитного поля и одинаково электрически заряженных частиц. При одинаковой силе действия на частицы различной массы движение частиц будет различным. Например, траектория одинаково заряженных ионов с равной кинетической энергией, движущихся в магнитном поле, будет зависеть от их массы. Разместив ловушки в соответствующих местах установки, можно собирать пучки ионов разделяемых изотопов. По сути, такие установки, называемые калютронами (calutron), являются большими масс-спектрометрами. В них ионы разделяемых веществ, двигаясь в сильном магнитном поле, описывают траектории по дугам окружностей с радиусами, пропорциональными их массам и попадают в ловушки (приёмники), где и накапливаются.
Этот метод позволяет разделять любые смеси изотопов с близкими массами, обладает очень высокой степенью разделения. Обычно достаточно двукратного повторения процесса разделения для получения степени обогащения выше 80 % из бедного по целевому изотопу вещества (с исходным содержанием целевого изотопа менее 1 %). Однако, электромагнитное разделение нетехнологично в промышленном производстве: большая часть разделяемого по изотопам вещества осаждается на стенках вакуумной полости калютрона, поэтому приходится периодически останавливать его на обслуживание. Также недостатки — большое энергопотребление, сложность и дороговизна технического обслуживания, низкая производительность. Основная область применения метода — получение небольших количеств высокочистых по изотопному составу образцов для научных исследований. Тем не менее, несмотря на технологические трудности, во время второй мировой войны была построена установка Y-12, достигшая в январе 1945 суточной производительности в 204 г урана с концентрацией в нём U-235 80 %.
Эффективность метода. Завод, производящий 50 кг высокообогащённого урана-235 в год методом электромагнитного разделения, по оценкам, будет потреблять порядка 50 МВт электроэнергии.

### Газовая диффузия
Этот метод использует различие в скоростях движения различных по массе молекул газа. Метод пригоден только для веществ, находящихся в газообразном состоянии.
Сущность метода основана на различии коэффициента диффузии сквозь пористые тела для молекул с разной массой из-за различия их средних скоростей, более лёгкие молекулы диффундируют легче. Практически используют пористые тела диаметр пористых каналов в которых много меньше длины свободного пробега молекул — так называемую кнудсеновскую диффузию.
Степень разделения при диффузионном методе пропорциональна корню квадратному из отношения атомных масс молекул с разными изотопами, поэтому эффективность разделения падает с увеличением атомной массы изотопов.
Также определённая технологическая трудность в этом методе — изготовление пористых мембран для разделения с типовыми диаметрами пор десятки — сотни нанометров с малым разбросом по эффективному диаметру. Мембраны не должны допускать утечек через макроскопические неплотности, выдерживать большой перепад давлений и обладать стойкостью к фторсодержащим агрессивным веществам при использовании их для разделения изотопов урана.
Существует несколько методов получения пористых мембран, например:
- Спекание металлических или полимерных порошков при таких условиях, что между крупинками порошка оставались нормированные зазоры.
- Вытравливание одного металла из сплава двух металлов что при определённых условиях травления обеспечивает пористую структуру.
- Электролитическое оксидирование алюминия образует мелкопористую структуру плёнки оксида алюминия.

Мембраны обычно изготавливались в виде трубок длиной до нескольких метров. Из нескольких сотен трубок собирают один каскад разделения.
Для некоторых лёгких элементов степень разделения может быть достаточно велика, но для урана — только 1,00429 (выходной поток каждой ступени обогащается в 1,00429 раза). Для получения больших степеней обогащения иногда соединяли последовательно несколько тысяч однотипных каскадов разделения. Учитывая, что один типовой промышленный каскад занимал площадь до 100м2 и более, то газодиффузионные обогатительные предприятия оказываются циклопическими по размерам.
Относительно большие потери давления газа на мембранах и размеры установок обуславливали огромные энергозатраты на привод компрессоров. Кроме того, на заводе находились огромные количества технологического гексафторида урана и процесс разделения длительный, иногда от пуска завода до получения первого продукта проходило несколько недель, в течение которых гексафторид последовательно заполнял полости всех каскадов. Это обстоятельство предъявляло очень серьёзные требования к надёжности оборудования, ведь отказ даже одного каскада мог вызвать остановку всей цепочки каскадов. Чтобы минимизировать ущерб от технологических остановок каскады снабжались автоматикой контроля работоспособности и резервирования отказавшего каскада.

### Термодиффузия
В этом случае опять же, используется различие в скоростях движения молекул. Более лёгкие из них при существовании разницы температуры имеют свойство оказываться в более нагретой области. Коэффициент разделения зависит от отношения разницы массы изотопов к общей массе и больший для лёгких элементов. Несмотря на свою простоту, в этом методе требуются большие энергозатраты для создания и поддержания нагрева. На заре ядерной эры существовали промышленные установки на базе термодиффузии. В настоящее время самостоятельно широко не применяется, однако идея термодиффузии используется для увеличения эффективности газовых центрифуг.

### Газовое центрифугирование
Идею центрифужной сепарации начали активно разрабатывать во время Второй Мировой войны. Однако трудности оптимизации технологии задержали её развитие, а в западных странах даже был вынесен вердикт о экономической бесперспективности метода. В СССР промышленное внедрение центрифужной технологии началось также только после промышленного освоения газовой диффузии.
Если газообразную смесь изотопов пропускать через высокоскоростные газовые центрифуги, то центробежная сила разделит более лёгкие или тяжёлые частицы на слои, где их и можно будет собрать. Большое преимущество центрифугирования состоит в зависимости коэффициента разделения от абсолютной разницы в массе, а не от отношения масс. Центрифуга одинаково хорошо работает и с лёгкими, и с тяжёлыми элементами. Степень разделения пропорциональна квадрату отношения скорости вращения к скорости молекул в газе. Отсюда очень желательно как можно быстрее раскрутить центрифугу. Типичные линейные скорости вращающихся роторов — 250—350 м/с, и более 600 м/с в усовершенствованных центрифугах. Разница давлений у оси центрифуги и у внешней стенки может достигать десятков тысяч раз, поэтому центрифужные каскады работают при невысоких давлениях во избежание конденсации гексафторида. Для улучшения сепарации термодиффузией в центрифугах создаётся градиент температур в несколько десятков градусов вдоль оси центрифуги.
Типичный коэффициент сепарации — 1.01 — 1.1. По сравнению с газодиффузионными установками этот метод имеет уменьшенное энергопотребление, большую лёгкость в наращивании мощности. В настоящее время газовое центрифугирование — основной промышленный метод разделения изотопов в России.

### Аэродинамическая сепарация

Схема узла («сопло Беккера») для аэродинамического разделения изотопов урана (смесь водорода и гексафторида урана) при пониженном давлении.

Этот способ можно рассматривать как вариант центрифугирования, но вместо закручивания газа в центрифуге, он завихряется при выходе из специальной форсунки, куда подаётся под давлением. Эта технология, основанная на вихревом эффекте, использовалась ЮАР и Германией.
Проблемы технологии заключались в том что радиус форсунки около 100 мкм, при этом суммарная длина форсунки на каждом промышленном каскаде разделения исчислялась сотнями и тысячами метров. Такая длина набиралась кусками по нескольку десятков-сотен сантиметров. Помимо трудностей изготовления форсунок существовала проблема газа-разбавителя, например гелия. Разбавитель позволял удерживать гексафторид урана в газообразной фазе при больших давлениях на входе в форсунки, необходимых для создания высокоскоростного потока в форсунке. На выходе производства разбавитель и гексафторид необходимо было разделять. Большие давления определяли значительные энергозатраты.

### Лазерное разделение изотопов (ЛРИ)
Лазерное разделение не является самостоятельным методом, но используется для улучшения характеристик электромагнитного или химического методов разделения. Метод основан на избирательной ионизации одного из изотопов электромагнитным излучением (например, светом лазера). Избирательность ионизации основана на резонансном (узкополосном) поглощении света атомами, разные изотопы имеют разный спектр поглощения излучения. Это значит что можно подобрать такие параметры облучения при которых преимущественно ионизируются атомы заданного изотопа. Дальше ионизированные атомы могут быть отделены, например, в магнитном поле (AVLIS). Кроме того, ионизация атомов может менять скорость химических реакций, например, облегчая распад некоторых химических соединений (MLIS).
Лазерная технология разделения развивается с 1970-х годов многими странами и считается перспективной, однако все ещё не вышла за рамки исследовательских работ. В 90-х годах прошлого века в США существовала программа исследования лазерного обогащения с электромагнитной сепарацией на экспериментальной установке, однако она была закрыта. В настоящее время в США осуществляется программа исследования на демонстрационной установке одного из вариантов лазерного обогащения с химической сепарацией под названием SILEX. Технология разработана в 1992 году австралийской компанией Silex. С 2006 года работы по технологии Silex ведёт компания Global Laser Enrichment LLC. На 2019 год компания продолжает экспериментальные работы.

### Химическое обогащение
Химическое обогащение использует разницу в скорости протекания химических реакций с различными изотопами. Лучше всего оно работает при разделении лёгких элементов, где разница значительна. В промышленном производстве применяются реакции, идущие с двумя реактивами, находящимися в различных фазах (газ/жидкость, жидкость/твёрдое вещество, несмешивающиеся жидкости). Это позволяет легко разделять обогащённый и обеднённый потоки. Используя дополнительно разницу температур между фазами, достигается дополнительный рост коэффициента разделения. На сегодня химическое разделение — самая энергосберегающая технология получения тяжёлой воды. Кроме производства дейтерия, оно применяется для извлечения 6Li. Во Франции и Японии разрабатывались методы химического обогащения урана, так и не дошедшие до промышленного освоения.

### Дистилляция
Дистилляция (перегонка) использует различие в температурах кипения различных по массе изотопов. Обычно чем меньше масса атома — тем ниже температура кипения этого изотопа. Лучше всего это работает опять же, на лёгких элементах. 
Дистилляция успешно применяется как завершающая стадия в производстве тяжёлой воды.

### Электролиз
Единственная сфера применения электролиза — производство тяжёлой воды. При электролизе воды разделяются на газы в основном «лёгкие» молекулы (с обычным водородом). Этот самый эффективный метод получения дейтерия (коэффициент разделения более 7) требует такого количества энергии, что по экономическим соображениям, если он и задействуется, — то на поздних стадиях очистки.

### Встречный электрофорез
Поскольку ионы разной массы движутся в растворе с разной скоростью (действие закона сохранения импульса) в одном и том же электрическом поле при направлении электрофореза против тока жидкости легко подобрать соотношение скоростей гель-фильтрации и электрофореза при которых на катоде будет восстанавливаться только уран-235 для уранового сепаратора либо литий-6 для литиевого.

### Разделение на ускорителе
Если разгонять ядра атомов с одинаковым усилием, то лёгкие ядра приобретут большую скорость чем тяжелые. Сепарация по скорости может выполняться, например, на двух последовательно установленных синхронно вращающихся дисках. В первом диске прорезана щель, делающая поток ядер прерывистым. На втором диске пролетевшие сквозь щель атомы будут оседать. При этом зоны оседания будут зависеть от скорости ядер. Ускорение ядер с постоянным усилием выполняется на ускорителе заряженных частиц.

## Мировые мощности по разделению изотопов
Мощности заводов по разделению изотопов урана в тысячах ЕРР в год согласно WNA Market Report. 
| Страна                                     | Компания, завод         | 2012   | 2013   | 2015   | 2018   | 2020   |
| ------------------------------------------ | ----------------------- | ------ | ------ | ------ | ------ | ------ |
| Россия                                     | Росатом                 | 25000  | 26000  | 26578  | 28215  | 28663  |
| Германия, Голландия, Англия                | URENCO                  | 12800  | 14200  | 14400  | 18600  | 14900  |
| Франция                                    | Orano                   | 2500   | 5500   | 7000   | 7500   | 7500   |
| Китай                                      | CNNC                    | 1500   | 2200   | 4220   | 6750   | 10700+ |
| США                                        | URENCO                  | 2000   | 3500   | 4700   | ?      | 4700   |
| Пакистан, Бразилия, Иран, Индия, Аргентина |                         | 100    | 75     | 100    | ?      | 170    |
| Япония                                     | JNFL                    | 150    | 75     | 75     | ?      | 75     |
| США                                        | USEC: Paducah & Piketon | 5000   | 0      | 0      | 0      | 0      |
|                                            | Суммарное               | 49 000 | 51 550 | 57 073 | 61 111 | 66 700 |